# 塔茲馬勒特區
36°23′24″N 4°24′00″E / 36.39000°N 4.40000°E
塔茲馬勒特區（阿拉伯语：‎），是阿爾及利亞的行政區，位於該國北部，由貝賈亞省負責管轄，首府設於塔茲馬勒特，面積193平方公里，2008年人口48,874，人口密度每平方公里253人。